# Operacja Gladio
Gladio – tajna struktura bojowa utworzona w łonie wojskowych służb specjalnych we Włoszech, w latach 50. XX w., kiedy to doszło do porozumienia włoskiego wywiadu wojskowego SIFAR z CIA w sprawie amerykańskiego planu „Demagnetize”, w którym postanowiono, że zapobieżenie możliwości przejęcia władzy przez komunistów we Włoszech i we Francji jest celem priorytetowym, co należy osiągnąć przy użyciu wszelkich środków. Struktury Gladio funkcjonowały później w wielu krajach zachodniej części Europy, Grecji i Turcji. Trzonem tej organizacji byli zatwardziali antykomuniści, głównie konserwatyści, także naziści, których zadaniem było zapobieżenie ewentualnej inwazji ze strony ZSRR.
Gladio miała przeciwdziałać dojściu komunistów do władzy – co było realne w latach 70., gdy elektorat Włoskiej Partii Komunistycznej znacząco wzrósł. Przygotowaniom do prewencyjnego uderzenia w komunistów miała służyć opracowana przez amerykański wywiad „strategia potęgowania napięcia” (ang. strategy of tension) przy pomocy zorganizowanych rzekomo przez europejską skrajną lewicę zamachów terrorystycznych i morderstw, faktycznie dokonywanych przez grupy skrajnie prawicowe. Gladio była też częścią struktury Stay-behind działającej w wielu krajach NATO. We Włoszech miała powiązania z tajną lożą P2, która pod wodzą bankiera i faszysty Licia Gelliego skupiała magnatów władzy ekonomicznej, politycznej i wojskowej. Więziony przez Czerwone Brygady Aldo Moro, przypominając w memoriale kolegom partyjnym różne ciemne sprawy, jako pierwszy wskazał na istnienie Gladio.
Afera z Gladio wybuchła w październiku 1990 r., gdy sędzia śledczy Felice Casson ujawnił, że prowadząc przed laty śledztwo w sprawie zamachu z maja 1972 r., w którym zginęło pięciu karabinierów, uzyskał od jednego z zamachowców zeznania wskazujące na równoległą strukturę służb specjalnych podległą NATO. W listopadzie 1990 r. włoski premier Giulio Andreotti, a następnie prezydent Francesco Cossiga przyznali publicznie, że wiedzieli o tajnej organizacji. W tym samym miesiącu włoscy komuniści zareagowali na to wielotysięczną demonstracją, protestując przeciwko istnieniu Gladio i żądając wyjaśnienia wreszcie sprawy masakr, jakie w latach 70. spowodowały zamachy bombowe. Sytuacja ta przyczyniła się do upadku ukształtowanego od czasów powojennych ustroju politycznego oraz związanych z nim partii, a w szczególności Chrześcijańskiej Demokracji i Włoskiej Partii Socjalistycznej.